# Ahmed Azaouagh
Ahmed Azaouagh (arabisch أحمد أزواغ, Zentralatlas-Tamazight ⴰⵃⵎⴷ ⴰⵥⴰⵡⴰⵖ Aḥmed Aẓawaɣ; * 20. Juni 1994 in Frankfurt am Main) ist ein deutsch-marokkanischer Fußballspieler. Der Mittelfeldspieler steht beim Regionalligisten FSV Frankfurt unter Vertrag.

## Familie
Ahmed Azaouaghs Brüder Mimoun und Aziz sind bzw. waren ebenfalls Profi-Fußballspieler. Ihr Vater Mohamed war von 2007 bis 2017 Zeugwart beim FSV Frankfurt.

## Karriere
Ahmed Azaouagh spielt seit 2004 für den FSV Frankfurt. Dort rückte er 2013 in den Kader der zweiten Mannschaft auf und gab am 27. Juli 2013 bei einem 2:0-Sieg gegen Rot-Weiß Darmstadt sein Debüt in der Hessenliga. Eine Woche später, am 3. August 2013, erzielte er bei einem 7:1-Sieg gegen den FSC Lohfelden sein erstes Tor.
Zur Saison 2014/15 rückte Azaouagh in die erste Mannschaft auf und kam am 28. September 2014 bei einem 3:3 gegen den FC St. Pauli zu seinem Debüt in der 2. Bundesliga. Zum Saisonende verließ er den Verein.
Nachdem er ein halbes Jahr vereinslos gewesen war, schloss sich Azaouagh im Januar 2016 dem Regionalligisten Berliner AK 07 an. Zur Saison 2017/18 kehrte er zum FSV Frankfurt zurück, mit dem er in der Regionalliga Südwest spielt.